# Coal Township (Pennsylvania)
Die Coal Township ist eine Township im Northumberland County in Pennsylvania, USA. Das U.S. Census Bureau hat bei der Volkszählung 2020 eine Einwohnerzahl von 10.139 ermittelt.

## Geographie
Die Township liegt im Südosten des Countys. Ihre natürlichen Grenzen sind im Norden der Little Mountain und im Süden der Mahanoy Mountain. Die benachbarten Townships sind (im Uhrzeigersinn) Shamokin Township und Ralpho Township im Norden, die Cleveland Township im benachbarten Columbia County im äußersten Nordosten, die Mount Carmel Township und der Borough of Kulpmont im Osten,  East und West Cameron Township im Süden sowie die Zerbe Township im Westen.
Nach den Angaben des United States Census Bureau hat die Township eine Fläche von 68,7 km², wovon 68,6 km² auf Land und 0,1 km² (= 0,15 %) auf Gewässer entfallen. Entwässert wird die Township weitgehend durch den Shamokin Creek und dessen Zuflüsse Quaker Run, Coal Run, Carbon Run und Furnace Run. Ein kleiner Zipfel im Nordwesten zwischen Little Mountain und Big Mountain gehört zum Einzugsgebiet des Zerbe Run. Östlich des Shamokin Creek heißt das Tal zwischen den beiden Bergrücken Brush Valley; in ihm verläuft der Trout Run.
Das Gebiet der Township umschließt die City of Shamokin. Außerdem sind in der Township drei Census-designated places definiert, Edgewood und Fairview-Ferndale direkt westlich von Shamokin und Marshallton östlich davon. Gemeinsam bilden sie ein zusammenhängendes Siedlungsgebiet südlich des Big Mountain im Zentrum der Township.
Außerdem gibt es eine Reihe von uninkorporierten Ortschaften. Im Nordwesten der Township erstreckt sich zwischen Little Mountain und Big Mountain entlang der Pennsylvania Route 225 das Straßendorf Kulps. Im Durchbruchstal, das der Shamokin Creen in die beiden Bergrücken geschnitten hat, liegt an der Pennsylvania Route 61 die Ortschaft Uniontown. Östlich von Marshallton liegt Boydtown und am Oberlauf des gleichnamigen Dorfes der Weiler Coal Run. Nördlich des Shamokin Creek liegt unweit der Mündung des Quaker Run die Ortschaft Ranshaw. Weiter aufwärts im Tal des Shamokin Creek liegt das Dorf Excelsior. Bear Valley ist ein Weiler im gleichnamigen Tal südwestlich von Shamokin. Ganz im Nordosten der Township liegt Sagon.
Die State Game Lands Number 165 befinden sich in der nordwestlichen Ecke der Township.

## Demographie
Zum Zeitpunkt des United States Census 2000 bewohnten Coal Township 10.628 Personen. Die Bevölkerungsdichte betrug 154,9 Personen pro km². Es gab 4233 Wohneinheiten, durchschnittlich 61,7 pro km². Die Bevölkerung in Coal Township bestand zu 89,44 % aus Weißen, 9,02 % Schwarzen oder African American, 0,07 % Native American, 0,26 % Asian, 0 % Pacific Islander, 0,61 % gaben an, anderen Rassen anzugehören und 0,59 % nannten zwei oder mehr Rassen. 2,10 % der Bevölkerung erklärten, Hispanos oder Latinos jeglicher Rasse zu sein.
Die Bewohner Coal Townships verteilten sich auf 3732 Haushalte, von denen in 23,5 % Kinder unter 18 Jahren lebten. 48,4 % der Haushalte stellten Verheiratete, 10,5 % hatten einen weiblichen Haushaltsvorstand ohne Ehemann und 36,5 % bildeten keine Familien. 33,1 % der Haushalte bestanden aus Einzelpersonen und in 19,3 % aller Haushalte lebte jemand im Alter von 65 Jahren oder mehr alleine. Die durchschnittliche Haushaltsgröße betrug 2,26 und die durchschnittliche Familiengröße 2,84 Personen.
Die Bevölkerung verteilte sich auf 17,5 % Minderjährige, 8,6 % 18–24-Jährige, 31,0 % 25–44-Jährige, 21,8 % 45–64-Jährige und 21,1 % im Alter von 65 Jahren oder mehr. Der Median des Alters betrug 40 Jahre. Auf jeweils 100 Frauen entfielen 127,9 Männer. Bei den über 18-Jährigen entfielen auf 100 Frauen 128,1 Männer.
Das mittlere Haushaltseinkommen in Coal Township betrug 26.547 US-Dollar und das mittlere Familieneinkommen erreichte die Höhe von 34.339 US-Dollar. Das Durchschnittseinkommen der Männer betrug 25.638 US-Dollar, gegenüber 19.387 US-Dollar bei den Frauen. Das Pro-Kopf-Einkommen belief sich auf 15.329 US-Dollar. 11,9 % der Bevölkerung und 9,1 % der Familien hatten ein Einkommen unterhalb der Armutsgrenze, davon waren 11,2 % der Minderjährigen und 11,6 % der Altersgruppe 65 Jahre und mehr betroffen.